# Підводні човни типу «V»
Підводні човни типу «V» (англ. British V-class submarine) — клас військових кораблів з 22 малих підводних човнів, що випускалися британською суднобудівельною компанією Vickers-Armstrongs у Барроу-ін-Фернесс або у Ньюкасл-апон-Тайн з 1942 по 1944 роки. Субмарини цього типу входили до складу Королівських військово-морських флотів Великої Британії, Данії, Норвегії, Греції, а також Вільної Франції і брали участь у Другій світовій та Холодній війнах.

## Підводні човни типу «V»
| №  | Корабель   | Номер вимпелу | Виготовлювач                          | Закладено         | Спущено           | У строю           | Статус |
| -- | ---------- | ------------- | ------------------------------------- | ----------------- | ----------------- | ----------------- | --- |
| 1  | «Венчурер» | P68           | Vickers-Armstrongs, Барроу-ін-Фернесс | 25 серпня 1942    | 4 травня 1943     | 19 серпня 1943    | 1946 році проданий Королівським ВМС Норвегії, перейменований на Utstein. У січні 1964 року списаний на злам |
| 2  | «Вікінг»   | P69           | Vickers-Armstrongs, Барроу-ін-Фернесс | 3 вересня 1942    | 5 травня 1943     | 30 серпня 1943    | 1946 році проданий Королівським ВМС Норвегії, перейменований на Utvær. У 1964 році списаний на злам |
| 3  | «Вельдт»   | P71           | Vickers-Armstrongs, Барроу-ін-Фернесс | 2 листопада 1942  | 19 липня 1943     | 1 листопада 1943  | 1 листопада 1943 року проданий Королівським ВМС Греції, перейменований на RHS Pipinos (P 71). 10 грудня 1957 року повернутий Британії, наступного року списаний на злам |
| 4  | «Вампайр»  | P72           | Vickers-Armstrongs, Барроу-ін-Фернесс | 9 листопада 1942  | 20 липня 1943     | 13 листопада 1943 | у вересні 1945 року виведений зі складу флоту; 5 березня 1950 року розібраний на злам |
| 5  | «Вокс»     | P73           | Vickers-Armstrongs, Барроу-ін-Фернесс | 19 грудня 1942    | 28 вересня 1943   | 30 грудня 1943    | 19 травня 1946 року розібраний на злам |
| 6  | «Вігорос»  | P74           | Vickers-Armstrongs, Барроу-ін-Фернесс | 14 грудня 1942    | 15 жовтня 1943    | 13 січня 1944     | 19 грудня 1945 року виведений до резерву. 23 грудня 1949 року проданий на брухт |
| 7  | «Віртью»   | P75           | Vickers-Armstrongs, Барроу-ін-Фернесс | 17 лютого 1943    | 29 листопада 1943 | 29 лютого 1944    | 19 травня 1946 року розібраний на злам |
| 8  | «Візігот»  | P76           | Vickers-Armstrongs, Барроу-ін-Фернесс | 15 лютого 1943    | 30 листопада 1943 | 9 березня 1944    | у березні 1949 року проданий на брухт |
| 9  | «Вівід»    | P77           | Vickers-Armstrongs, Ньюкасл-апон-Тайн | 27 жовтня 1942    | 15 вересня 1943   | 19 січня 1944     | у жовтні 1950 року проданий на брухт |
| 10 | «Ворейшес» | P78           | Vickers-Armstrongs, Ньюкасл-апон-Тайн | 27 жовтня 1942    | 11 листопада 1943 | 13 квітня 1944    | 19 травня 1946 року розібраний на злам |
| 11 | «Вулпайн»  | P79           | Vickers-Armstrongs, Ньюкасл-апон-Тайн | 18 листопада 1942 | 28 грудня 1943    | 2 червня 1944     | 19 грудня 1945 року виведений до резерву. 1947 році позичений Королівським ВМС Данії, перейменований на Storen. 1958 році повернутий Британії, у червні 1959 року списаний на злам                                                                                                |
| 12 | «Верн»     | P81           | Vickers-Armstrongs, Ньюкасл-апон-Тайн | 18 листопада 1942 | 24 лютого 1944    | 30 липня 1944     | 19 грудня 1945 року виведений до резерву. У вересні 1958 року розібраний на злам |
| 13 | «Апшот»    | P82           | Vickers-Armstrongs, Барроу-ін-Фернесс | 3 травня 1943     | 24 березня 1944   | 15 травня 1944    | 19 грудня 1945 року виведений до резерву. 22 листопада 1949 року розібраний на злам |
| 14 | «Уртіка»   | P83           | Vickers-Armstrongs, Барроу-ін-Фернесс | 27 квітня 1943    | 23 березня 1944   | 20 червня 1944    | у вересні 1945 року виведений до резерву; у березні 1950 року розібраний на злам |
| 15 | «Вайнярд»  | P84           | Vickers-Armstrongs, Барроу-ін-Фернесс | 21 травня 1943    | 8 травня 1944     | 1 серпня 1944     | 1 серпня 1944 року переданий ВМС Вільної Франції, перейменований на FFL Doris (P 84). 18 листопада 1947 року повернутий Британії, у червні 1950 року списаний на злам |
| 16 | «Веріанс»  | P85           | Vickers-Armstrongs, Барроу-ін-Фернесс | 21 травня 1943    | 22 травня 1944    | 24 серпня 1944    | 24 серпня 1944 року переданий Королівським ВМС Норвегії, перейменований на HNoMS Utsira (P 85). У 1965 році розібраний на злам |
| 17 | «Венчфул»  | P86           | Vickers-Armstrongs, Барроу-ін-Фернесс | 30 липня 1943     | 20 липня 1944     | 16 жовтня 1944    | 24 квітня 1945 року позичений Королівським ВМС Греції, перейменований на RHS Delphin (P 86). 1957 році повернутий Британії, 22 березня 1958 року списаний на злам |
| 18 | «Вортекс»  | P87           | Vickers-Armstrongs, Барроу-ін-Фернесс | 13 серпня 1943    | 19 серпня 1944    | 1 грудня 1944     | 1 грудня 1944 року переданий ВМС Вільної Франції, перейменований на FFL Morse (P 87). 17 вересня 1946 року повернутий Британії. 1947 році позичений Королівським ВМС Данії, перейменований на Saelen. 16 січня 1958 року повернутий Британії, у серпні 1958 року списаний на злам |
| 19 | «Вірулент» | P95           | Vickers-Armstrongs, Ньюкасл-апон-Тайн | 30 березня 1943   | 23 травня 1944    | 1 жовтня 1944     | у травні 1946 року позичений Королівським ВМС Греції, перейменований на RHS Argonaftis. 3 жовтня 1958 року повернутий Британії. У квітні 1961 року розібраний на брухт |
| 20 | «Волатайл» | P96           | Vickers-Armstrongs, Ньюкасл-апон-Тайн | 30 березня 1943   | 20 червня 1944    | 4 листопада 1944  | у травні 1946 року позичений Королівським ВМС Греції, перейменований на RHS Triaina. 3 жовтня 1958 року повернутий Британії. 23 грудня 1958 року розібраний на брухт |
| 21 | «Вотарі»   | P29           | Vickers-Armstrongs, Ньюкасл-апон-Тайн | 21 квітня 1943    | 21 серпня 1944    | 13 грудня 1944    | у липні 1946 року позичений Королівським ВМС Норвегії, перейменований на Uthaug. 1966 році проданий на злам |
| 22 | «Вегебонд» | P18           | Vickers-Armstrongs, Ньюкасл-апон-Тайн | 23 квітня 1943    | 19 вересня 1944   | 27 лютого 1945    | у 1949 році проданий на злам |